# Dudaia simulatilis
Dudaia simulatilis är en tvåvingeart som först beskrevs av Richards 1980.  Dudaia simulatilis ingår i släktet Dudaia och familjen hoppflugor. Inga underarter finns listade i Catalogue of Life.